# 安卓凯因B
安卓凯因B是一种有机化合物，分子式C14H16O4，与安卓凯因A是结构类似物，存在于牛樟芝（学名：Taiwanofungus camphoratus）等真菌中。